# Tournoi de beach-volley de Hermosa Beach
Le tournoi de beach-volley de Hermosa Beach est l'une des manches à avoir été inscrite au calendrier du FIVB Beach Volley World Tour, le circuit professionnel mondial de beach-volley sous l'égide de la Fédération internationale de volley-ball.
Organisé en 1995 et 1996 dans la ville américaine de Hermosa Beach, le tournoi comprend une épreuve messieurs et une épreuve dames.

## Éditions
| # | Année | Date messieurs   | Date dames       | Catégorie    | Site | Diffuseur TV |
| - | ----- | ---------------- | ---------------- | ------------ | ---- | ------------ |
| 1 | 1995  | 14 au 16 juillet | 14 au 16 juillet | Tournoi open |      |              |
| 2 | 1996  | 21 au 23 juin    | 21 au 23 juin    | Tournoi open |      |              |

## Palmarès

### Messieurs
| Année | Vainqueurs                                  | Finalistes                                     | Troisième place                  |
| ----- | ------------------------------------------- | ---------------------------------------------- | -------------------------------- |
| 1995  | Disqualifiés Mike Whitmarsh et Michael Dodd | Disqualifiés Eric Wurts et Scott Friederichsen | Emanuel Rego et Zé Marco         |
| 1996  | Jan Kvalheim et Bjørn Maaseide              | Roberto Lopes da Costa et Franco Neto          | Martín Conde et Esteban Martinez |

### Dames
| Année | Vainqueurs                   | Finalistes                         | Troisième place                |
| ----- | ---------------------------- | ---------------------------------- | ------------------------------ |
| 1995  | Nancy Reno et Holly McPeak   | Jackie Silva et Sandra Pires       | Karolyn Kirby et Liz Masakayan |
| 1996  | Jackie Silva et Sandra Pires | Mônica Rodrigues et Adriana Samuel | Nancy Reno et Holly McPeak     |

## Tableau des médailles

### Messieurs
| Nation    | Or | Argent | Bronze | Total |
| --------- | -- | ------ | ------ | ----- |
| Norvège   | 1  | -      | -      | 1     |
| Brésil    | -  | 1      | 1      | 2     |
| Argentine | -  | -      | 1      | 1     |

### Dames
| Nation     | Or | Argent | Bronze | Total |
| ---------- | -- | ------ | ------ | ----- |
| Brésil     | 1  | 2      | -      | 3     |
| États-Unis | 1  | -      | 2      | 3     |